# Belgische kampioenschappen atletiek 2003
In 2003 werden de Belgische kampioenschappen atletiek Alle Categorieën gehouden op 9 en 10 augustus in het stadion van Jambes. 
De nationale kampioenschappen 10.000 m voor mannen en vrouwen en 3000 m steeple voor vrouwen werden een maand eerder op 2 juli 2003 verwerkt in Ninove. 

## Uitslagen
| Atleet                | Prestatie | Onderdeel            | Atlete              | Prestatie    |
| --------------------- | --------- | -------------------- | ------------------- | ------------ |
| Xavier De Baerdemaker | 10,51 s   | 100 m                | Kim Gevaert         | 11,39 s      |
| Cédric Van Branteghem | 20,52 s   | 200 m                | Audrey Rochtus      | 23,69 s      |
| Christophe Lumen      | 47,39 s   | 400 m                | Marleen Baggerman   | 54,88 s      |
| Joeri Jansen          | 1.48,16   | 800 m                | Sandra Stals        | 2.06,11      |
| Tim Clerbout          | 3.58,65   | 1500 m               | Veerle Dejaeghere   | 4.24,93      |
| Christian Nemeth      | 14.30,56  | 5000 m               | Sigrid Vanden Bempt | 16.31,23     |
| Hans Janssens         | 29.22,56  | 10.000 m             | Marleen Renders     | 33.01,71     |
| -                     | -         | 100 m horden         | Myriam Tschomba     | 13,24 s      |
| Damien Broothaerts    | 14,14 s   | 110 m horden         | -                   | -            |
| Piet Deveughele       | 51,27 s   | 400 m horden         | Nele Van Doninck    | 59,07 s      |
| Krijn Van Koolwijk    | 8.47,26   | 3000 m steeplechase  | Sigrid Vanden Bempt | 9.46,60 (NR) |
| Benoît Braconnier     | 2,11 m    | hoogspringen         | Tia Hellebaut       | 1,87 m       |
| Thibaut Duval         | 5,40 m    | polsstokhoogspringen | Karen Pollefeyt     | 3,65 m       |
| Jan Guns              | 7,53 m    | verspringen          | Sandra Swennen      | 6,26 m       |
| Michael Velter        | 16,25 m   | hink-stap-springen   | Sandra Swennen      | 13,66 m      |
| Wim Blondeel          | 17,65 m   | kogelstoten          | Veerle Blondeel     | 16,58 m (NR) |
| Jo Van Daele          | 62,19 m   | discuswerpen         | Veerle Blondeel     | 55,11 m      |
| Marc Van Mensel       | 72,57 m   | speerwerpen          | Cindy Stas          | 54,08 m      |
| Walter De Wyngaert    | 62,29 m   | kogelslingeren       | Jennifer Petit      | 50,52 m      |

1889 · 
1890 · 
1891 · 
1892 · 
1893 · 
1894 · 
1895 · 
1896 · 
1897 · 
1898 · 
1899 · 
1900 · 
1901 · 
1902 · 
1903 · 
1904 · 
1905 · 
1906 ·
1907 ·
1908 · 
1909 · 
1910 · 
1911 · 
1912 · 
1913 · 
1914 · 
1919 · 
1920 · 
1921 · 
1922 · 
1923 · 
1924 · 
1925 · 
1926 · 
1927 · 
1928 · 
1929 · 
1930 · 
1931 · 
1932 · 
1933 · 
1934 · 
1935 · 
1936 · 
1937 · 
1938 · 
1939 · 
1940 · 
1941 · 
1942 · 
1943 · 
1944 · 
1945 · 
1946 · 
1947 · 
1948 · 
1949 · 
1950 · 
1951 · 
1952 · 
1953 · 
1954 · 
1955 · 
1956 · 
1957 · 
1958 · 
1959 · 
1960 · 
1961 · 
1962 · 
1963 · 
1964 · 
1965 · 
1966 · 
1967 · 
1968 · 
1969 · 
1970 · 
1971 · 
1972 · 
1973 · 
1974 · 
1975 · 
1976 · 
1977 · 
1978 · 
1979 · 
1980 · 
1981 · 
1982 · 
1983 · 
1984 · 
1985 · 
1986 · 
1987 · 
1988 · 
1989 · 
1990 · 
1991 · 
1992 · 
1993 · 
1994 ·
1995 · 
1996 · 
1997 · 
1998 · 
1999 · 
2000 · 
2001 · 
2002 · 
2003 · 
2004 · 
2005 · 
2006 · 
2007 · 
2008 · 
2009 · 
2010 · 
2011 · 
2012 · 
2013 · 
2014 · 
2015 · 
2016 · 
2017 · 
2018 · 
2019 · 
2020 · 
2021 · 
2022 · 
2023 · 
2024